# Сабанче
 Сабанче  — деревня в Альметьевском районе Татарстана. Входит в состав Калейкинского сельского поселения.

## География
Находится в юго-восточной части Татарстана на расстоянии приблизительно 10 км на запад от районного центра города Альметьевск.

## История
Основана в 1924 году переселенцами из села Новое Каширово, первоначальное название (до 1929 года) Социализм. Ныне развивается как дачный поселок.

## Население
Постоянных жителей было: в 1926—109, в 1938—160, в 1949—102, в 1958 — 89, в 1970 — 55, в 1979 — 32, в 1989 — 8, в 2002 — 4 (татары 100 %), 55 в 2010.